# Peristicta janiceae
Peristicta janiceae là loài chuồn chuồn trong họ Protoneuridae. Loài này được Pessacq & Costa mô tả khoa học đầu tiên năm 2007.